# Onicectomia

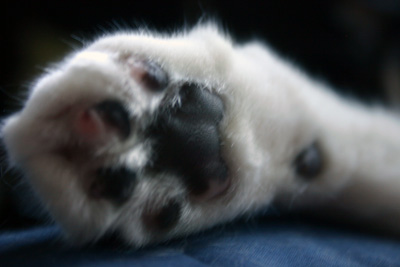
Primo piano di una zampa senza artigli

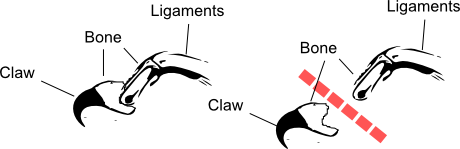
Diagramma che mostra la posizione dell'amputazione

L'onicectomia, comunemente nota come deungulazione o declawing, è un'operazione per rimuovere chirurgicamente gli artigli di un animale mediante l'amputazione di tutte o parte delle falangi distali, o ossa terminali, delle dita dell'animale. Poiché l'artiglio si sviluppa dal tessuto germinale all'interno della terza falange, l'amputazione dell'osso è necessaria per rimuovere completamente l'artiglio. I termini onicectomia (origine dal greco ὄνυξ onyx, 'unghia' + ἐκτομή ektomē, 'escissione') e declawing implicano la mera rimozione dell'artiglio, ma una descrizione più appropriata sarebbe falangectomia, l'escissione dell'osso dell'alluce.
Sebbene sia ancora comune in diversi paesi, fra cui Canada e Stati Uniti, l'onicectomia è considerata un atto di crudeltà sugli animali poiché causa sofferenza fisica e psicologica all'animale, anche se l'effettiva entità di questa sofferenza è oggetto di dibattito. In Italia tale pratica è vietata dall'articolo10 della Legge 201 del 4 novembre 2010 che vieta gli interventi chirurgici destinati a modificare l’aspetto di un animale da compagnia senza scopi curativi, seguendo le linee guida indicate nella Convenzione europea per la protezione degli animali da compagnia.

## Tipologie di Onicectomia
L'amputazione della falange distale è indicata dai medici in caso di processi infiammatori cronici, tumori, infezioni persistenti e gravi e gangrena che siano limitati alla falange distale. La procedura è solitamente limitata all'artiglio interessato, lasciando intatti gli artigli sani (se presenti).
Quando invece l'onicectomia è fatta per scelta del padrone, viene solitamente eseguita su tutte le dita delle zampe anteriori. A volte vengono rimossi anche gli artigli delle zampe posteriori.
Nonostante si tratti di un intervento chirurgico senza una causa medica, in alcune parti del mondo, in particolare nel Nord America, l'asportazione degli artigli è stata per molti anni una pratica relativamente standard e "indagini sulle procedure elettive di routine" nel 1988 e nel 1996 hanno dimostrato che veniva eseguita insieme alla sterilizzazione in oltre il 20% dei casi.
Le ragioni che portano all'intervento, spesso erroneamente considerato banale e innocuo, sono legate alla paura dei graffi alle persone, o dei danni all'arredamento domestico. I graffi sono indicati come una della cause principali dell'abbandono dei gatti domestici, e possono effettivamente causare infezioni, ma nonostante questo l'onicectomia non è mai raccomandata per i felini, nemmeno per quelli a contatto con esseri umani immunodepressi.

## Metodi

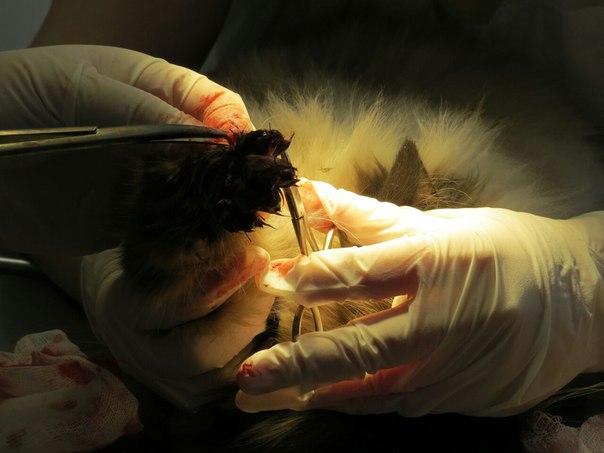
Onicectomia in corso

Nonostante la diffusione dell'onicectomia nel Nord America, non esistono pratiche standard per quanto riguarda le tecniche chirurgiche o gli strumenti chirurgici utilizzati, la somministrazione di analgesici post-operatori o altre cure di follow-up, o l'età ottimale o altri attributi dei gatti sottoposti alla procedura. Esistono tre metodi chirurgici: bisturi, taglierina manuale e laser.
Nessuna tecnica o metodo sono stati sviluppati per eliminare le numerose complicazioni associate all'onicectomia. L'International Society of Feline Medicine afferma che "Anche se i futuri miglioramenti nelle tecniche chirurgiche possono annullare alcuni degli effetti avversi associati all'onicectomia, si ritiene che questa procedura sia immorale se non quando richiesta per gestire una condizione medica e dovrebbe essere vietata".

## Recupero, salute ed effetti comportamentali
L'onicectomia è un intervento chirurgico ortopedico che prevede una (o più) amputazioni falangee separate, che richiede anestesia generale e gestione multimodale del dolore prima, durante e dopo l'intervento chirurgico.
Uno studio del 2018 di Martell-Moran e altri ha scoperto, in uno studio su 274 gatti, che "la rimozione degli artigli nei gatti aumenta il rischio di comportamenti indesiderati e può aumentare il rischio di sviluppare mal di schiena. L'evidenza di una tecnica chirurgica inadeguata era comune nella popolazione dello studio. Tra i gatti con gli artigli amputati, i frammenti di P3 trattenuti aumentavano ulteriormente il rischio di sviluppare mal di schiena e comportamenti avversi. L'uso di una tecnica chirurgica ottimale non elimina il rischio di comportamenti avversi successivi all'onicectomia". Lo studio ha scoperto che lo sporcare in casa, i morsi, l'aggressività e la toelettatura eccessiva si verificavano significativamente più spesso nei gatti declawed rispetto ai gatti non declawed (rispettivamente circa sette, quattro e tre volte più spesso, in base al rapporto di probabilità calcolato). Un gatto declawed aveva anche quasi tre volte più probabilità di ricevere una diagnosi di mal di schiena rispetto a un gatto non declawed (potenzialmente a causa dell'accorciamento dell'arto con gli artigli amputati e dell'andatura alterata e/o del dolore cronico nel sito dell'intervento chirurgico che causava uno spostamento compensatorio del peso sugli arti pelvici).
In un sondaggio su 276 proprietari di gatti, il 34% ha segnalato disagio post-operatorio nei propri gatti mentre il 78% ha segnalato principalmente indolenzimento. Il tempo di recupero è durato da tre giorni a due settimane. È stato segnalato un aumento della forza o della frequenza del morso nel 4% dei gatti, ma nel complesso, il 96% dei proprietari era soddisfatto dell'intervento. Alcuni altri studi hanno rilevato zoppia dopo onicotomia della durata di:
- >3 giorni[19][20]
- >1 settimana[21]
- 8 giorni[22]
- >12 giorni[23]
- 180 giorni[24]
- 96 mesi[25]

In un ospedale veterinario didattico, tra il 50 e l'80% dei gatti ha avuto una o più complicazioni mediche post-operatorie; il 19,8% ha sviluppato complicazioni dopo la dimissione. Altri studi hanno riportato tassi di complicazioni mediche post-operatorie con svariate percentuali. Le complicazioni mediche segnalate includono: dolore, emorragia, lacerazione dei cuscinetti delle zampe, gonfiore, riluttanza a sostenere il peso sull'arto interessato, neuroaprassia (paralisi motoria transitoria), danno al nervo radiale, zoppia, infezione, ascesso, necrosi dei tessuti, deiscenza della ferita, guarigione incompleta, protrusione della seconda falange (media), ricrescita degli artigli, scurs (crescita di segmenti deformati degli artigli), ritenzione del processo flessore della terza falange, tratti di drenaggio cronici, automutilazione, dermatite, letargia, posizione plantigrada (ossia la camminata sui polsi), zoppia cronica intermittente, sindrome del dolore cronico, contrattura del tendine flessore e cistite (infiammazione della vescica associata allo stress).
Nei follow-up post-operatori Yeon e altri (2001) hanno scoperto che 6 gatti su 39 (15%~) sporcavano in casa e sette (18%) avevano aumentato la frequenza o l'intensità dei morsi. Sulla base di questo e di studi precedenti, gli autori hanno concluso che "i problemi comportamentali successivi all'onicectomia non erano pronunciati". I follow-up in questo studio sono stati condotti in media undici mesi e mezzo dopo l'intervento chirurgico.
I problemi comportamentali sono una delle cause principali per cui i gatti vengono abbandonati nei rifugi. I sostenitori dell'onicectomia sostengono che questa pratica riduce i comportamenti indesiderati (grattarsi) e quindi riduce la probabilità di abbandono. Gli oppositori dell'onicectomia sostengono che l'operazione stessa crea più problemi comportamentali che portano all'abbandono dei gatti. Uno studio di Patronek e altri (1996) ha scoperto in un'analisi univariata che i gatti declawed avevano solo il 63% di probabilità in più di essere abbandonati rispetto ai gatti non onicectomia. Un'analisi multivariata condotta nello stesso studio mostra che le probabilità di essere abbandonati in un rifugio erano dell'89% più alte per i gatti declawed. Gli autori hanno concluso che i risultati contrastanti delle due analisi hanno reso difficile interpretare gli effetti dell'onicectomia. In un contesto di rifugio, i proprietari hanno segnalato che più gatti declawed avevano problemi di eliminazione inappropriata (sporcizia in casa). Tuttavia, questo studio non ha trovato alcuna associazione tra lo stato di onicectomia dei gatti e la loro aggressività verso gli esseri umani o la frequenza di eliminazione inappropriata (sporcizia in casa).
In un altro studio, il 16% dei gatti declawed ha sviluppato problemi comportamentali (il 12% mordeva) e più gatti declawed (55%) rispetto a quelli che hanno ancora gli artigli (45%) sono stati indirizzati a un ospedale veterinario didattico per problemi comportamentali. Questo è stato il secondo periodo di follow-up più lungo (2 anni) mai esaminato.
Patronek, Glickman e Beck (1996) non hanno trovato alcuna associazione tra lo stato di onicectomia dei gatti e la frequenza di sporcamento fuori dalla lettiera. Secondo un altro studio su 275 gatti, 11 gatti (4%) hanno sviluppato o hanno avuto problemi comportamentali peggiori dopo l'onicectomia; 5 padroni (meno dell'1%) hanno riferito che i loro gatti avevano sviluppato problemi con la lettiera e con i morsi.
La sindrome del dolore cronico dell'onicectomia è stata descritta da uno specialista nella gestione del dolore come causa di comportamenti indesiderati, tra cui una maggiore aggressività.
Uno studio prospettico che confronta l'onicectomia con la tendinectomia ha rilevato numerose complicazioni sia mediche che comportamentali.
Un sondaggio su Internet ha scoperto che i gatti a cui sono stati tolti gli artigli erano più propensi a saltare sui tavoli e sui banconi e a sporcare di più in casa rispetto ai gatti a cui non sono stati tolti gli artigli (25% contro 15%).

## Diffusione nel mondo
L'onicectomia è vietata in tutti gli stati membri dell'Unione Europea che hanno recepito la Convenzione europea per la protezione degli animali da compagnia,  a meno che non sia per ragioni mediche veterinarie. È inoltre vietata in Regno Unito, Nuova Zelanda, Giappone, Brasile, Israele e Turchia.
In Australia, la pratica dell'onicectomia è regolamentata a livello statale e vi è un divieto sulla procedura in alcuni stati, sebbene non nel Nuovo Galles del Sud, dove è consentita in circostanze limitate come alternativa all'eutanasia.
La pratica ha ancora ampia diffusione nel Nord America, dove viene comunemente eseguita sui gatti per prevenire danni causati dai graffi a persone e a oggetti domestici. Sebbene non siano disponibili cifre precise, numerosi articoli di riviste veterinarie stimano che la rimozione degli artigli interessi circa il 25% dei gatti domestici in Stati Uniti e Canada. In alcuni casi negli Stati Uniti l'onicectomia è una pratica necessaria per poter tenere un gatto all'interno di edifici residenziali privati.
A partire dagli anni duemila, grazie all'opera di sensibilizzazione dei gruppi animalisti, diverse città e stati hanno proibito tale pratica. Il primo esempio è stata West Hollywood, California, nel 2003 La California Veterinary Medical Association ha contestato la legge in tribunale sostenendo che il sindaco aveva oltrepassato la sua autorità municipale emanando un'ordinanza che violava i diritti concessi dallo Stato ai professionisti autorizzati. La CVMA inizialmente ha prevalso nella Corte Superiore, ma nel giugno 2007, la Corte d'Appello della California ha annullato la sentenza della corte inferiore, ripristinando così la legge.
Nel 2004, la California è diventato il primo stato degli Stati Uniti a promulgare un divieto a livello statale sull'onicectomia di gatti selvatici ed esotici. Il disegno di legge è stato presentato dal membro dell'Assemblea della California Paul Koretz e sponsorizzato dal Paw Project. Nel 2006, il Dipartimento dell'agricoltura degli Stati Uniti ha promulgato un divieto sull'onicectomia di tutti gli animali selvatici ed esotici detenuti da proprietari autorizzati dall'USDA.
Nel 2012, è stata firmata una legge della California, redatta dal senatore Fran Pavley e sponsorizzata dal Paw Project, che proibisce ai proprietari di richiedere l'onicectomia e la devocalizzazione degli animali come condizione di locazione (oosia la rimozione delle corde vocali). Nel 2013, lo stato del Rhode Island ha promulgato una legge, simile a quella della California, che proibisce ai proprietari di richiedere l'onicectomia come condizione di occupazione.
Denver, Colorado, ha approvato il primo divieto di onicectomia in una città degli Stati Uniti al di fuori della California nel novembre 2017. L'iniziativa è stata guidata da Aubrey Lavizzo, DVM, veterinario e direttore del Paw Project-Colorado. L'ordinanza è stata introdotta dal consigliere comunale di Denver Kendra Black.
Il 22 luglio 2019, New York è diventato il primo stato a vietare l'onicectomia, tranne se necessario per curare una condizione medica nel gatto. Nel 2022, il Maryland è diventato il secondo stato degli Stati Uniti a vietare l'onicectomia dei gatti.
Nel febbraio 2020, le cliniche veterinarie Banfield, VCA e BluePearl hanno annunciato che non avrebbero più praticato interventi di onicectomia sui gatti. La decisione si applicava alle oltre 2000 cliniche negli Stati Uniti e in Canada gestite da Mars Veterinary Health, che impiega oltre 10.000 veterinari..
La Canadian Veterinary Medical Association si oppone ufficialmente alla pratica dell'onicectomia, affermando "Ci opponiamo fermamente (all'onicectomia) perché da un punto di vista etico, l'intervento è inaccettabile. Non offre alcun vantaggio al gatto" e che "È evidente che i felini soffrono inutilmente quando si sottopongono a questo intervento come misura elettiva". Tuttavia, spetta agli enti veterinari di regolamentazione di ogni provincia vietare la pratica. L'onicectomia è stata vietata dalle associazioni veterinarie di tutte le province, ad eccezione dell'Ontario.
Tutti i divieti canadesi consentono ancora procedure legate all'onicectomia in caso di necessità medica per curare una lesione, una deformità o una patologia che colpisce l'animale. Questi casi spesso interessano però solo un dito, non tutte le dita di tutte le zampe.

## Alternative all'onicectomia

### Chirurgico

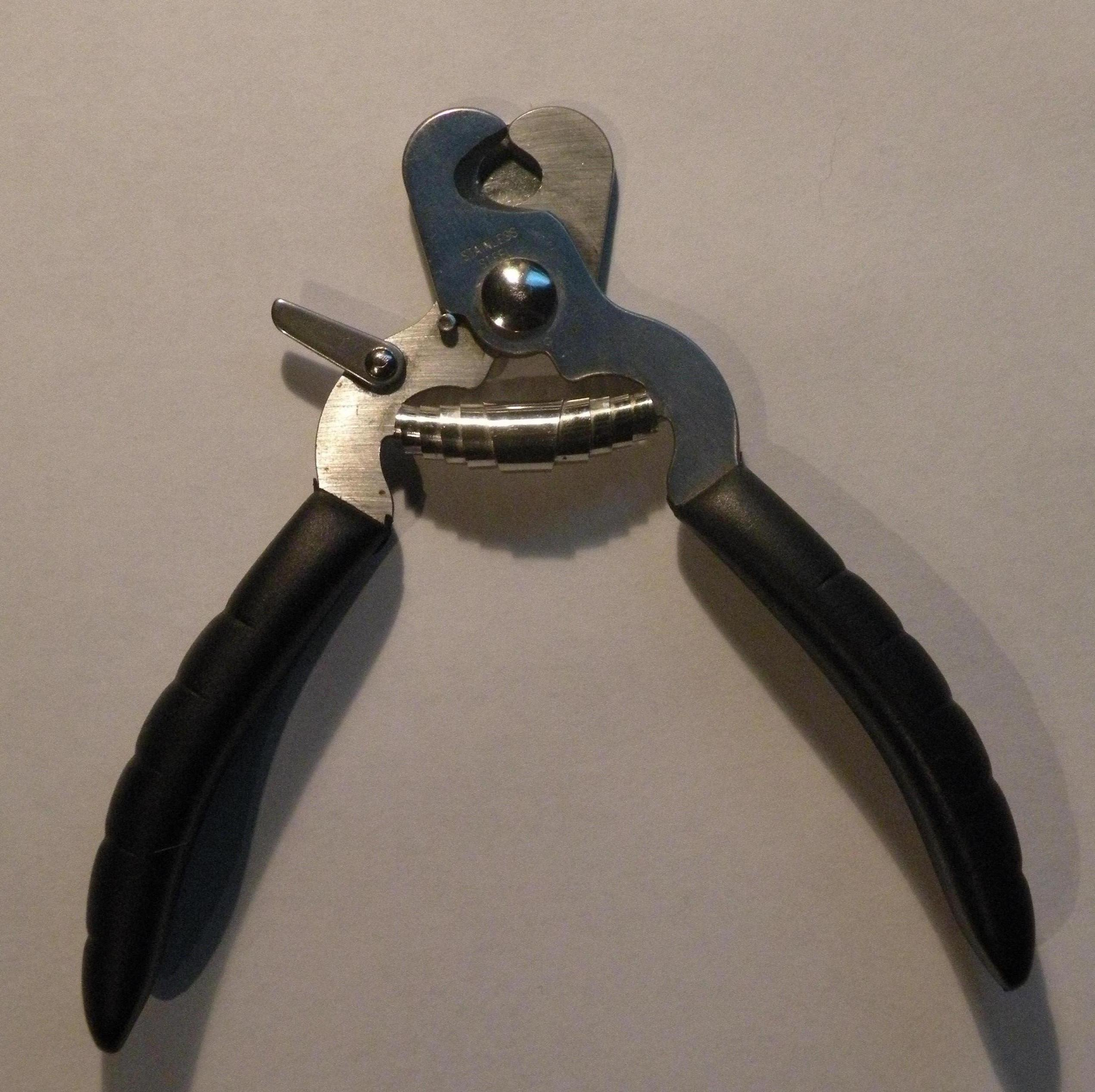
Un tagliaunghie

La tendinectomia comporta il taglio del tendine flessore profondo di ogni artiglio, con conseguente incapacità del gatto di muovere le falangi distali. Senza la possibilità di esporre gli artigli, il gatto non è in grado di consumarli o pulirli. Per questo motivo, il gatto necessita successivamente di tagli regolari delle unghie per evitare che gli artigli crescano nella parte interna delle zampe. Uno studio del 1998 pubblicato sul Journal of the American Veterinary Medical Association che confrontava i gatti sottoposti ad onicotectomia con quelli sottoposti a tendinectomia ha rilevato che, sebbene questi ultimi sembrassero soffrire meno dolore immediatamente dopo l'intervento, non vi era alcuna differenza significativa nella zoppia postoperatoria, sanguinamento o infezione tra i due gruppi. Uno studio del 2005 non ha trovato prove che la tendinectomia sia meno dolorosa dell'onicotectomia. L'American Veterinary Medical Association e la Canadian Veterinary Medical Association non raccomandano esplicitamente questo intervento come alternativa all'onicectomia.

### Non chirurgico

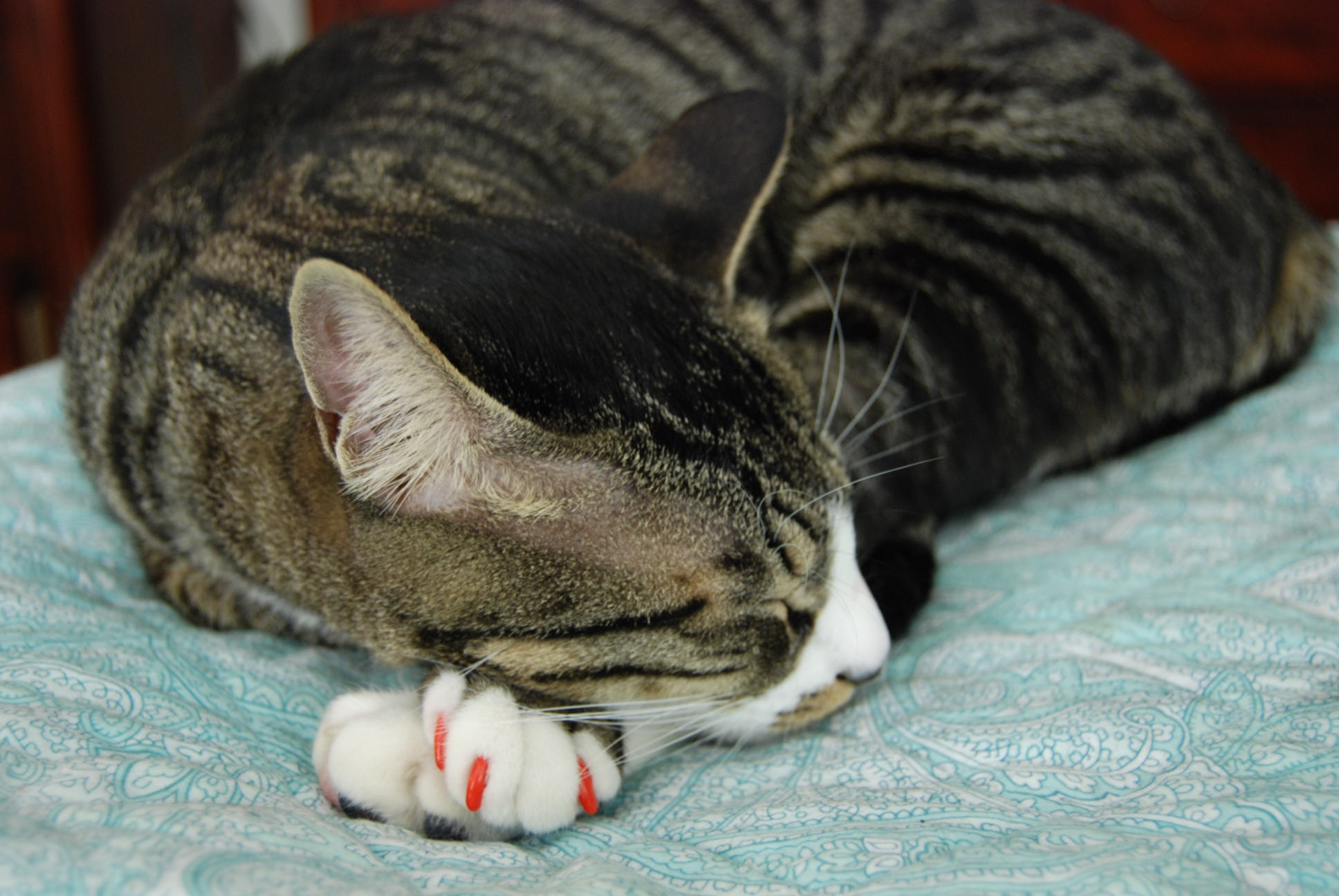
Gatto con le unghie rosse

Secondo il veterinario comportamentale certificato Dr. Gary Landsberg, "Per la maggior parte dei gatti, un consiglio appropriato da parte del cliente e un piccolo sforzo sono tutto ciò che serve per prevenire problemi di graffi". Tuttavia, molti veterinari non sono disposti o non sono in grado di offrire soluzioni a problemi comportamentali come il graffio, se non l'onicectomia.
Un'alternativa non chirurgica all'onicectomia è l'applicazione di cappucci in vinile per unghie che vengono fissati agli artigli con colla atossica, che richiedono una sostituzione periodica quando il gatto perde le guaine degli artigli (di solito ogni quattro o sei settimane, a seconda delle abitudini di graffio del gatto).
Altre alternative includono il taglio regolare delle unghie; indirizzare il comportamento di graffiare verso un "tiragraffi" o pali di cartone poco costosi, o su cuscinetti smerigliati che smussano gli artigli; levigatrici o lime per unghie; coprire i mobili per evitare danni, usando nastro biadesivo o fogli.